# Wœllenheim

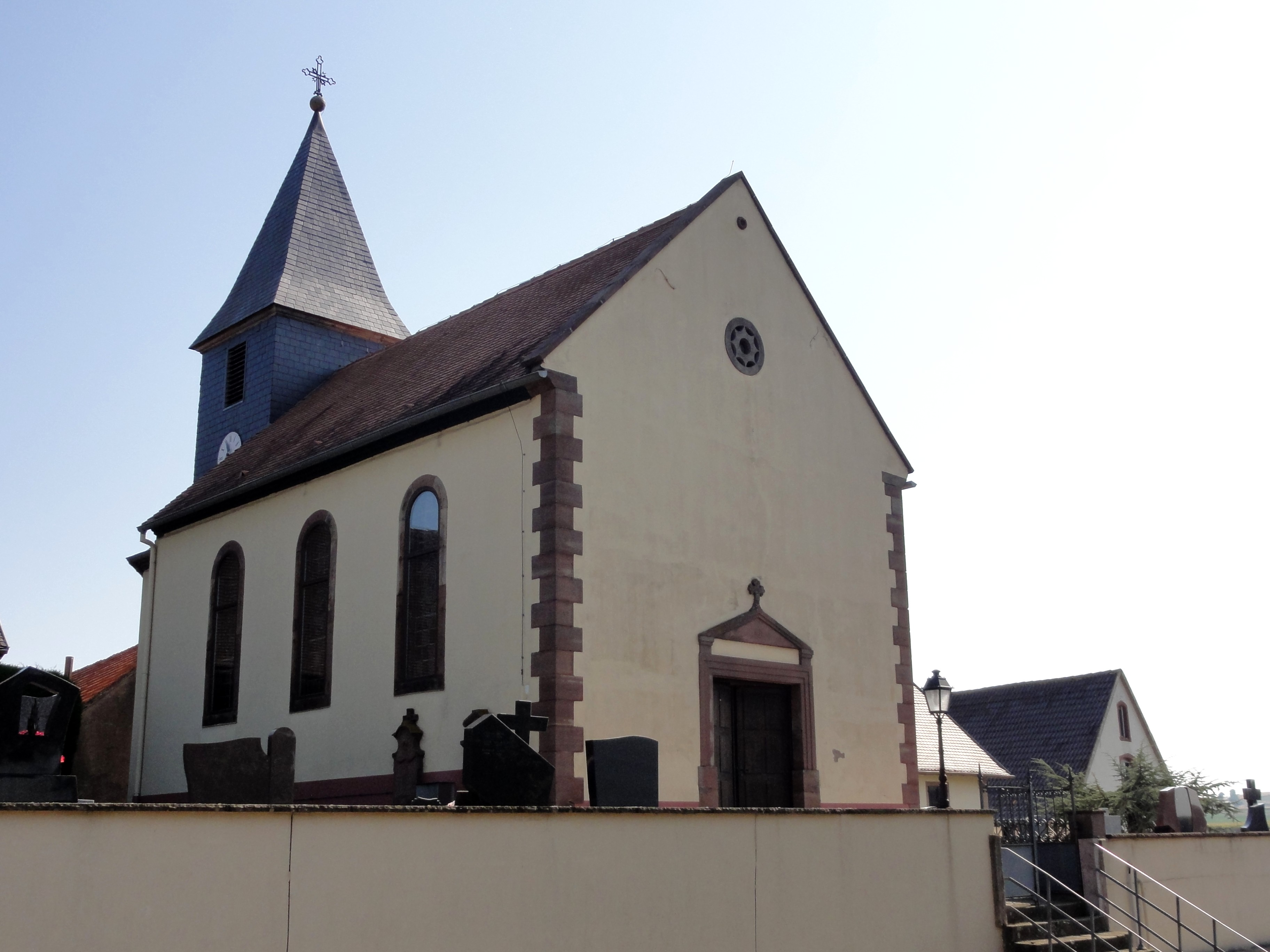
St. Andreas-Kirche

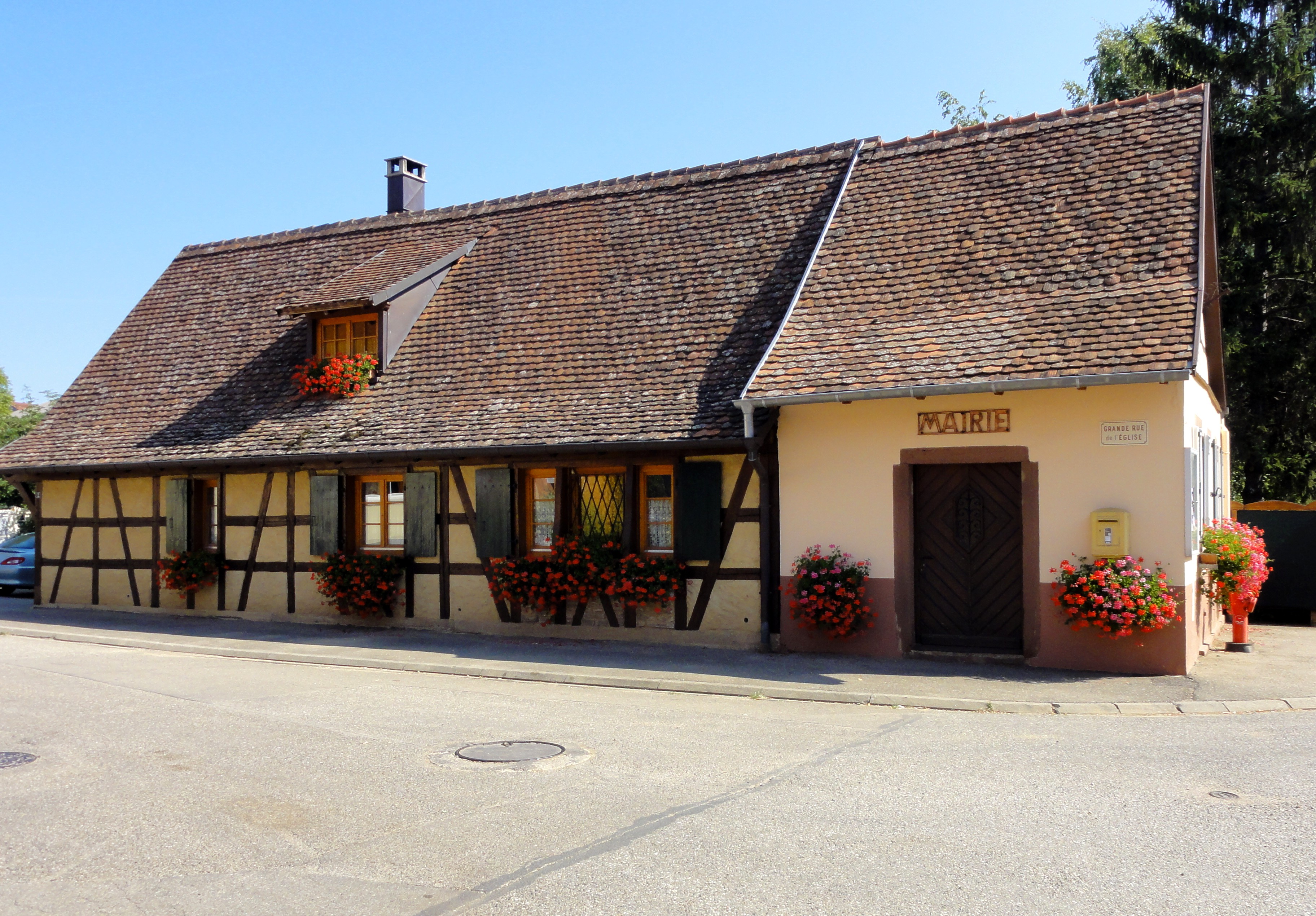
La Mairie und früheres Schäferhaus

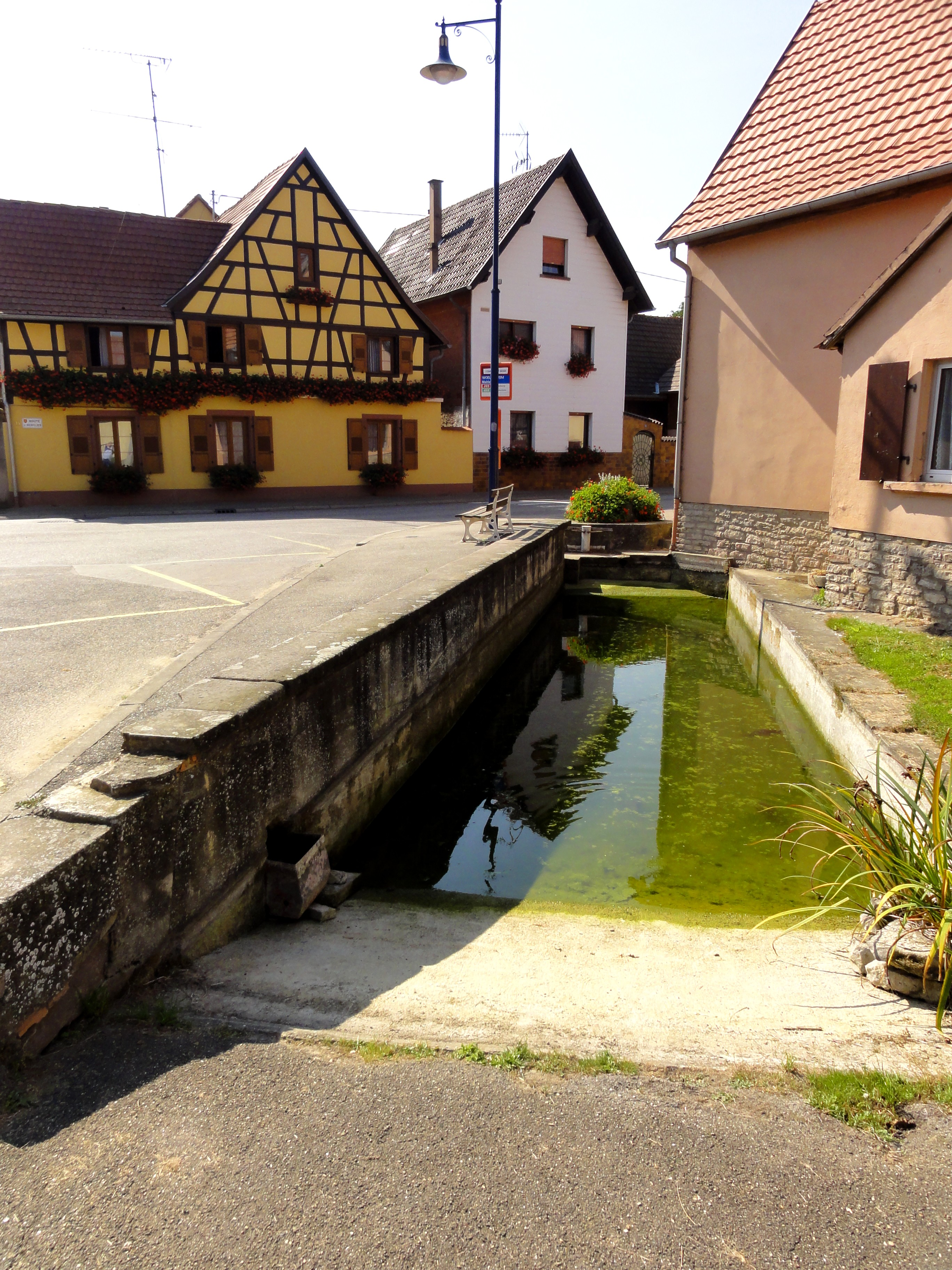
Pferdetränke

Wœllenheim ist ein Ortsteil der französischen Gemeinde Willgottheim im Département Bas-Rhin, Region Grand Est (bis 2015 Elsass).

## Geschichte

### Mittelalter
Wœllenheim gehörte als Allod schon Anfang des 13. Jahrhunderts den Herren von Lichtenberg. Sie ordneten es dem Amt Buchsweiler zu, das am Anfang des 14. Jahrhunderts als Amt der Herrschaft Lichtenberg entstand. Um 1330 kam es zu einer ersten Landesteilung zwischen Johann II. von Lichtenberg, aus der älteren Linie des Hauses, und Ludwig III. von Lichtenberg. Dabei fiel Wœllenheim in den Teil des Besitzes, der künftig von der älteren Linie verwaltet wurde.
Anna von Lichtenberg (* 1442; † 1474), Tochter von Ludwig V. von Lichtenberg (* 1417; † 1474), und eine von zwei Erbtöchtern mit Ansprüchen auf die Herrschaft, heiratete 1458 den Grafen Philipp I. den Älteren von Hanau-Babenhausen (* 1417; † 1480). Der hatte eine kleine Sekundogenitur aus dem Bestand der Grafschaft Hanau erhalten, um sie heiraten zu können. Durch die Heirat entstand die Grafschaft Hanau-Lichtenberg. Nach dem Tod des letzten Lichtenbergers, Jakob von Lichtenberg, eines Onkels von Anna, erhielt Philipp I. d. Ä. 1480 die Hälfte der Herrschaft Lichtenberg. Die andere Hälfte gelangte an seinen Schwager, Simon IV. Wecker von Zweibrücken-Bitsch. Das Amt Buchsweiler – und damit auch Wœllenheim – gehörten zu dem Teil von Hanau-Lichtenberg, den die Nachkommen von Anna erbten.

### Neuzeit
Graf Philipp IV. von Hanau-Lichtenberg (1514–1590) führte nach seinem Regierungsantritt 1538 die Reformation in seiner Grafschaft konsequent durch, die nun lutherisch wurde. Allerdings bestand zumindest im 18. Jahrhundert eine römisch-katholische Gemeinde in Wœllenheim.
Mit der Reunionspolitik Frankreichs unter König Ludwig XIV. kam das Amt Buchsweiler unter französische Oberhoheit. Nach dem Tod des letzten Hanauer Grafen, Johann Reinhard III. 1736, fiel das Hanau-Lichtenberg – und damit auch das Amt Buchsweiler – an den Sohn seiner einzigen Tochter, Charlotte, Landgraf Ludwig (IX.) von Hessen-Darmstadt. Mit dem durch die Französische Revolution begonnenen Umbruch wurde Wœllenheim französisch. 1798 hatte das Dorf 63 Einwohner.

## Wirtschaft
Der wichtigste Erwerbszweig im Dorf ist die Landwirtschaft.